# 德尼縣

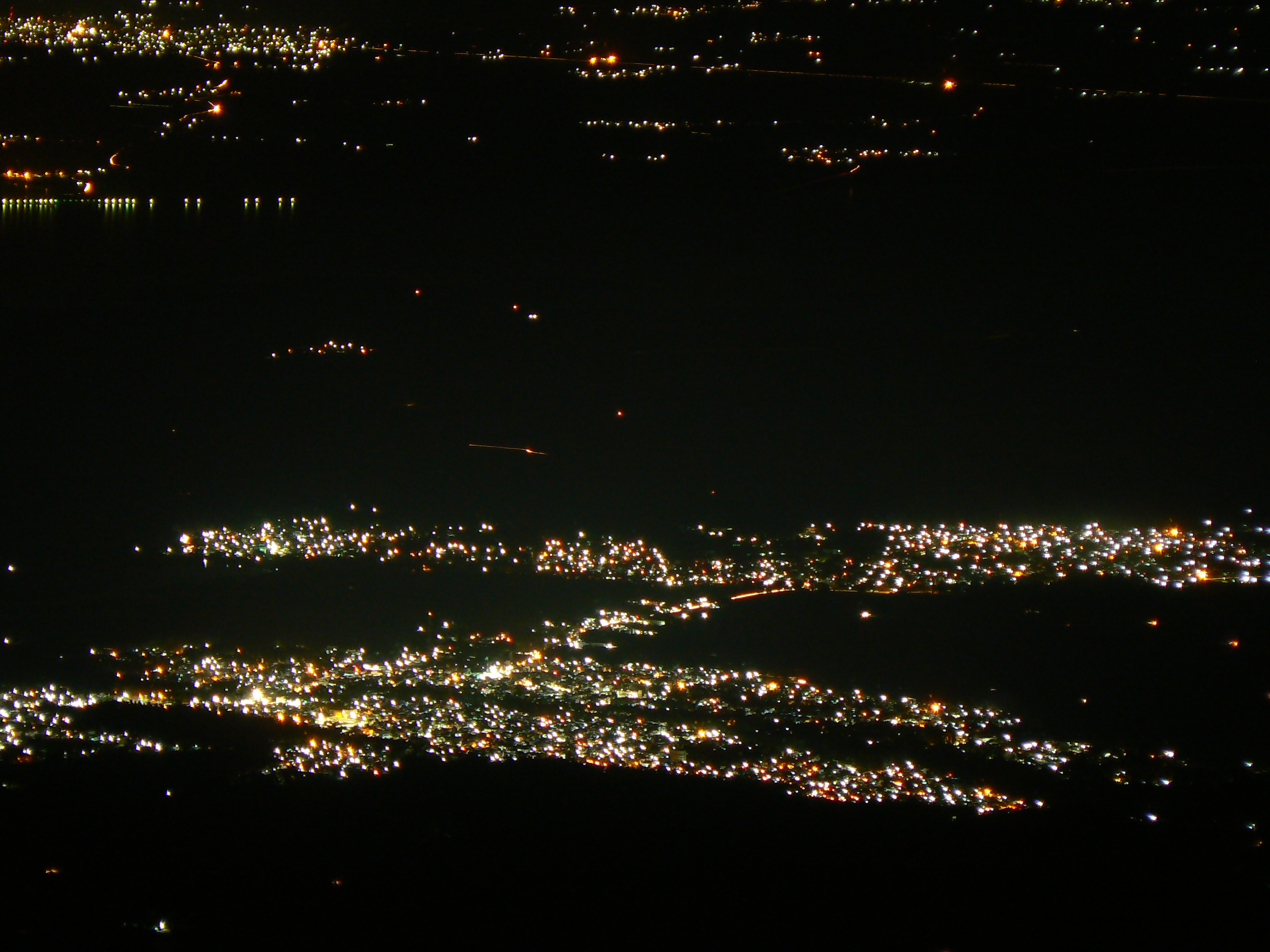

德尼縣是印度的一個縣，位於該國南部，由泰米爾納德邦負責管轄，面積2,889平方公里，每年平均降雨量834毫米，2011年人口1,243,684，人口密度每平方公里430人。德尼縣在1900年前是一個人口稀少而鮮為人知的小鎮。

## 外部連結
- Theni District
- Census 2001
- Statistical Hand Book
- Theni District Information （页面存档备份，存于）
- Theni District Information
- Theni